# Daruvar
Daruvar (tjekkisk: Daruvar, tysk: Daruwar, ungarsk: Daruvár, serbisk: Дарувар, latin: Aquae Balissae) er en kurby og kommune i Bjelovar-Bilogora distrikt i Slavonien, i det nordøstlige Kroatien, med en befolkning på 8.567. Området inklusive de omkringliggende landsbyer (Dar. Vinogradi, Doljani, Donji Daruvar, Gornji Daruvar, Lipovac Majur, Ljudevit Selo, Markovac og Vrbovac) har en befolkning på 11.633 i 2011.
Daruvar er det vigtigste politiske og kulturelle centrum for det tjekkiske nationale mindretal i Kroatien, og har en vinfremstillingstradition, der angiveligt går mere end 2.000 år tilbage.

## Geografi
Daruvar ligger ved foden af bjerget Papuk og langs floden Toplica. Den ligger 125 km fra Zagreb, den nationale hovedstad, og 130 km fra Osijek, Slavoniens hovedby mod øst. De nærmeste byer er Pakrac, Lipik, Novska, Križevci, Bjelovar og Virovitica .

## Administration
Daruvar har et areal på 64 km2, og ligger i Bjelovar-Bilogora distrikt. Følgende bebyggelser liggere i byens område:
- Daruvar, befolkning 8.567
- Daruvarski Vinogradi, befolkning 164
- Doljani, befolkning 759
- Donji Daruvar, befolkning 731
- Gornji Daruvar, befolkning 436
- Lipovac Majur, befolkning 83
- Ljudevit Selo, befolkning 252
- Markovac, befolkning 80
- Vrbovac, befolkning 561

## Historie
Arkæologiske fund af stenøkser her kan spores tilbage til stenalderen. Daruvars historie kan spores til det 4. århundrede f.Kr., da den første organiserede beboelse udviklede sig nær de varme geotermiske kurbade i dalen. De keltisk-pannoniske stammer, der boede her og kendte til vandbehandlinger, der gavnede helbredet, var Iassi (der betyder healere), som både græske og romerske forfattere kaldte dem.
Som allierede i Romerriget ydede stammerne støtte til kejser Augustus under belejringen af Siscia (nutidens Sisak). I år 35 e.Kr. fik Iassi lokal autonomi kendt som Res Publica Iasorum. Centret var Aquae Balissae, hvilket betyder meget stærke kilder.
I år 124, under Hadrian, fik området yderligere selvstyre som Municipium Iassorum. Byen lå mellem floderne Sava og Drava, på vejene mellem Siscia-Mursa, (Sisak- Osijek), Salona–Aquincum, og Sirmium–Poetovio, og var let tilgængelig. Efter Hadrian besøgte kejsererne Marcus Aurelius, Commodus, Septimius Severus og Konstantin den Store alle Aquae Balissaes arme bade, dets dekorerede tempel, dets forum og dets amfiteater (selvom det var mindre end det i Pula).
Translated with www.DeepL.com/Translator (free version)
I det 15. og 16. århundrede udvidede det osmanniske imperium sig, og tyrkerne besatte landområder her i 1543. Klosteret St. Kong Ladislaus blev nedlagt og blev til en tyrkisk forsvarspost, der overvågede Krajina, en militærzone skabt for at beskytte det habsburgske imperium lige vest for byen. Lokalbefolkningen flygtede fra tyrkere.
I 1699 fordrev det habsburgske imperium tyrkerne. Det etnisk blandede område kom under Wiens styre i 1745. Podborje, Sirač og Pakrac blev købt af grev Antun Janković, som i 1771 omdøbte Podborje til Daruvar, (daru = "trane" på ungarsk), efter en bygning af hans Tranens slot.
I 1837 blev Daruvar erklæret en fri by ved dekret fra kong Ferdinand 1. af Østrig. Monarkens regering rekrutterede migrantbønder fra det sydlige Bayern og andre områder for at genbefolke området og genetablere landbruget i Donau-dalen. De rekrutterede også folk, der var dygtige inden for håndværk og handel . Tyskere, ungarere, tjekkere, italienere (omkring det såkaldte Little Italy) og andre blev inviteret til at komme. Regeringen lovede, at de kunne praktisere deres egne religioner (de fleste var katolske) og sprog.
I slutningen af det 19. og begyndelsen af det 20. århundrede var Daruvar en del af Požega-distriktet i Kongeriget Kroatien-Slavonien. Dele af Daruvars forstæder blev kortvarigt erobret af militante fra den serbiske autonome oblast i Vestslavonien under den kroatiske uafhængighedskrig i 1990-erne.